# Mompantero
Mompantero é uma comuna italiana da região do Piemonte, província de Turim, com cerca de 652 habitantes. Estende-se por uma área de 30,1 km², tendo uma densidade populacional de 21,7 hab/km². Faz fronteira com Usseglio, Novalesa, Venaus, Bussoleno, Giaglione, Susa.

## Demografia
| Variação demográfica do município entre 1861 e 2011                               |
|                                                                                   |
| Fonte: Istituto Nazionale di Statistica (ISTAT) - Elaboração gráfica da Wikipedia |